# Campeonato de Francia de Rugby 15 1944-45
El Campeonato de Francia de Rugby 15 1944-45 fue la 46.ª edición del Campeonato francés de rugby, la principal competencia del rugby galo.
El campeón del torneo fue el equipo de Agen quienes obtuvieron su segundo campeonato.

## Desarrollo

### Octavos de final
| marzo de 1945 | Agen | Avanza Agen | Biarritz |  |  |

| marzo de 1945 | Montferrand | 20 - 8 | Bordeaux Begles |  |  |

| marzo de 1945 | Perpignan | Avanza Perpignan | US Vichy |  |  |

| marzo de 1945 | US Fumel Libos | Avanza US Fumel | AS Roanne |  |  |

| marzo de 1945 | FC Lourdes | Avanza FC Lourdes | Stade Bordelais |  |  |

| marzo de 1945 | FC Lyon | Avanza FC Lyon | Pau |  |  |

| marzo de 1945 | Toulouse | 18 - 0 | Montélimar |  |  |

| marzo de 1945 | Bayonne | Avanza Bayonne | Brive |  |  |

### Cuartos de final
| marzo de 1945 | Agen | 12 - 7 | Montferrand |  |  |

| marzo de 1945 | Perpignan | Avanza Perpignan | US Fumel Libos |  |  |

| marzo de 1945 | FC Lourdes | Avanza FC Lourdes | FC Lyon |  |  |

| marzo de 1945 | Toulouse | 7 - 6 | Bayonne |  |  |

### Semifinal
| abril de 1945 | Agen | 16 - 0 | US Fumel Libos |  |  |

| marzo de 1945 | FC Lourdes | 9 - 8 | Toulouse |  |  |

### Final
| 7 de abril de 1945 | Agen | 7 - 3   | FC Lourdes | Parc des Princes, París |  |
|                    |      | Reporte |            |                         |  |

| Bandera de Francia |
| Campeón Agen       |
| Segundo título     |